# خلع جزئي

الخلع الجزئي قد يكون له معاني مختلفه، معتمدا علي التخصص الطبي المعني. يتضمن ذلك وجود خلع جزئي أو كلي للمفصل أو العضو. منظمة الصحة العالميه تعرف كلا من الخلع الجزئي الطبي والخلع الجزئئ المعالج يدويا، حيث تناقض الاثنين بحالتهم في footnote، بأن الخلع الجزئي الطبي هو (نزوح هيكلي كبير وبالتالي مرئي في دراسات الصور الثابتة).

## الأسباب

### الأسباب الفيزيائية
السبب الأكثر شيوعًا للخلع الجزئي هو نوع من الإجهاد البدني. قد يشمل ذلك الانزلاق والسقوط أو تحريك الأشياء الثقيلة بشكل غير صحيح. تشمل الضغوطات الجسدية الأخرى حوادث السيارات أو الحركات المتكررة التي تضغط على عظام ومفاصل العمود الفقري.

### الاسباب العاطفية والكيميائية
ان العواطف تلعب دوراً فعالاً في التأثير على سلامة الاعضاء خاصةً العمود الفقري ولذا يتسبب الخلع الجزئي أحيانًا بالتوتر والخوف والغضب. ولكن عندما يتم اختبار هذه المشاعر تتقلص العضلات مما يؤدي بدوره إلى تيبس العمود الفقري ومعاناة الإصابة. بينما تقوم المحفزات الكيميائية كالكحول والمواد الحافظة والأدوية وغيرها من المكونات الكيميائية في التأثير سلبا على قوة العضلات وبالتالي بمجرد أن تتأثر قوة العضلات سلبًا يمكن أن تتأثر محاذاة العمود الفقري فتخرج عن مسارها الصحيح.

## علامات واعراض الخلع الجزئي
من السهل على الأفراد أن يكون لديهم خلع جزئي ولا يكونوا على دراية بحالتهم، أي خلع جزئي بدون أعراض. يمكن أن يكون الخلع الجزئي في الجسم قبل وقت طويل من ظهور أي علامات تحذيرية. يمكن أن تساعد الفحوصات الشاملة والأشعة السينية في تحديد أي خلع جزئي قد يكون لدى المريض.
كما يعتقد البعض ان ما تعرضوا أليه من اصابة هي خلع جزئي بظهور اعراض لديهم كالالم الشديد في عظم المفصل والم عند ملامسته وعدم القدرة على تحريكه وتورم واحمرار يظهر على الجلد مقابل المفصل، لذا يظن المريض ان الإصابة ناتجة عن خلع في حين قد تكون نتيجة تمزق في عضلة المفصل، فتقييم الحالة والتفريق بين الخلع الحزئي والتمزق العضلي يبقى أمر صعب لتشابه الاعراض ويبقى خير دليل الكشف بالاشعة السينية. في حين ان هناك أمور قد يُستهان لتشابه الاعراض فماذا يُمكن فعله إذا اعتقدنا حدوث خلع جزئي؟ أي خلع يعني أن العظام ليست في المكان الذي ينبغي أن تكون فيه، لذلك إذا كنا نعتقد إننا نعاني من خلع جزئي فيجب أن نعامله كحالة طبية طارئة. في بعض الأحيان يكون الخلع بسيطًا لدرجة إننا نعتقد أنه يمكن تجاوزه من خلال شدته، قد لا يكون الألم بهذا السوء أو قد نسمع نقرًا في المفاصل ونفترض أنه جزء طبيعي من التقدم في السن. لا ينبغي المخاطرة والاستهانة بالامر حتى وإن كان بصورة طفيفة لابد من القيام بالاشعة السينية ومراجعة الطبيب المختص حتى وإن كنا نعتقد أنها قد تكون مشكلة صغيرة يُمكنها ان تشفى.  إذا كان الخلع جزئي فإن العلاج بتقويم العمود الفقري هو وسيلة مفيدة لإعادة تنظيم العظام. ان خبراء تقويم العمود الفقري ماهرون في تقييم كيفية تأثير الخلع الجزئي في منطقة ما محاذية لمنطقة أخرى، وسيقترحون مسارًا علاجيًا يجب اتباعه، فيتضمن عادةً إعادة تنظيم يدوي للعمود الفقري أو الوركين أو الرقبة أو الكتفين. لذا يستلزم القيام بزيارة أخصائي تقويم العمود الفقري والمفاصل، فلا ينبغي ان ندع هذا الخلع ونتركه دون علاج، للحفاظ على عدم تطوره وتفاقم الإصابة أكثر مع مرور الوقت.

### علامات خلع الكتف
إذا كان المصاب يُعاني من ضعف العضلات نتيجة الخمول أو الهشاشة أو مرض معين، فقد يكون أكثر عرضة لخطر الخلع الجزئي. عادةً يصاحبه قدر كبير من الألم والتورم في الكتف. وقد يواجه مشكلة في تحريك الذراع أو سماع صوت طقطقة عند القيام بذلك. وقد يشمل الشعور بالخدر أو الوخز على طول الذراع أو في الأصابع.

### علامات خلع الركبة
عندما تكون الرضفة في مكانها فإنها تتحرك لأعلى ولأسفل في تجويف بين عظم الفخذ وعظم قصبة الساق. ولكن عندما يتم خلع الرضفة جزئيًا، يكون الخلع جزئي في الرضفة. كما ويمكن أن تنزلق الرضفة من تجويفها عند إصابة الأربطة أو العضلات المحيطة بها. ويُمكن ان يُلاحظ ألمًا في الركبة في الخلع الجزئي كلما ثُنيت الساق.وأيضًا قد لا يكون المصاب قادرًا على حمل الكثير من الوزن عليها.

### علامات خلع الورك
يشبه الورك إلى حد كبير الكتف، وهو عبارة عن مفصل كروي مفصل كروي حقي ومقبس. فعند انزلاق عظم الساق من محجرها تمامًا تكون قد خُلعت الورك تماماً. في حين عندما يخرج جزئيًا فهو خلع في الورك. ومن المحتمل أن يكون هذا النوع من الخلع الجزئي للورك ملحوظًا على الفور. قد يواجه صعوبة في المشي أو الوقوف. وقد لا يتمكن من وضع وزنه بالكامل على الساق المصابة دون ألم، ففي هذه الحالة يجب أن يسعى للحصول على رعاية طبية في أسرع وقت ممكن.

### علامات خلع النخاع الشوكي
يؤثر خلع النخاع الشوكي على المفاصل والعظام التي يتكون منها الحبل الشوكي. ما لم تكن ناجمة عن إصابة، قد لا تظهر علامات خلع النخاع الشوكي على الفور. فغالبًا ما يأخذ تطورها وتفاقمها وقتًا. قد يُلاحظ ألمًا في الظهر أو الرقبة بما في ذلك الألم والالتهاب. وقد يحصل تنميل في الاطراف أو صعوبة في الانحناء أو الالتواء. ويمكن ايضًا أن يتسبب الخلع الجزئي إحساسًا بالحرقان والوخز في الظهر. ويمكن أن يشير الصداع المستمر غير المعتاد إلى خلع جزئي. قد تتطلب عمليات خلع العمود الفقري تعديلًا بتقويم العمود الفقري لإعادة تنظيم الفقرات. إذا تركت دون علاج، كما أن هذا النوع من الخلع يتسبب تسبب مباشر في تدهور العضلات وتلف الأعصاب.

### الآثار المحتملة لتضخم عظام العمود الفقري
عندما تصبح عظام العمود الفقري منخرطة، قد تبدأ في التسبب في تهيج أو احتكاك الأنسجة المحيطة والأعصاب الحساسة. من المحتمل أن يكون هذا ضارًا لأن الجهاز العصبي هو الطريقة التي يتواصل بها الدماغ مع بقية الجسم. قد تضعف العضلات أو تصبح مشدودة بشكل متزايد. قد يحدث التهاب في أي من الأنسجة المتصلة. حصول هشاشة العظام، فتق القرص، أو نتوئات العظام [الإنجليزية] شائع أيضًا في الأفراد الذين يعانون من خلع.

## مخاطر تأخير العلاج

### على النخاع
يؤدي الخلع الجزئي بمرور الوقت إلى تأثيرات سلبية على الاقراص قرص بين الفقرات والعظام والأنسجة المحيطة. ففي حال تُركت دون علاج لفترة طويلة، يصبح هذا الضرر غير قابل للعلاج. ==

### على الركبة
ان من الضروري الإسراع في إجراء الفحوصات اللازمة فتأخير تلقي علاج الركبة يؤدي بالمخاطرة في إتلاف اربطة الركبة وزيادة أكثر في تقليص امكانية الحركة. ==

### على الورك
ان تأخير تلقي علاج الورك يؤدي إلى زيادة الضغط على الأربطة أو زيادة خطر الإصابة بخلع الورك بالكامل. 

### على المفاصل عامةً
يجب معالجة جميع اعراض الخلع الجزئي قبل أن تصبح مشكلة ميكانيكية قد تتطلب حلاً ميكانيكيًا كالجراحة أو التقويم البلاتيني فلا يُمكن بعدها معالجته بمادة كيميائية حيث يصبح لا وجود لشيء يمكن تناوله عن طريق الفم أو حقنه في الجسم لتصحيح هذا الخلع.

## جراحة العظام
الخلع الجزئي للعظام في أي مفصل، في بعض الأحيان يتطلب عناية طبيه للمساعده لإعادة أو انخفاض المفصل. المرفق الفككي هو خلع جزئي لرأس الكعبره من الرباط الحلقي. المفاصل الأخرى المعرضه للخلع الجزئي هي الاكتاف، الاصابع، الرضفتين، الضلوع، المعصمين، الكاحلين والفخذ المصاب بتشوهات مفصل الفخذ.الخلع الجزئي للعمود الفقري يمكن أن يصطدم أحيانا بجذور الاعصاب الفقرية حيث تسبب أعراض في المناطق التي تغذيها تلك الجذور.في العمود الفقري، مثل تلك الازاحه يكون سببها الكسور، الانزلاق الفقاري، والتهاب المفاصل الروماتويدي،هشاشة العظام الشديده، السقوط والحوادث وغيرها من الصدمات.الأشخاص بالخلع الجزئي المتكرر معروفون أيضًا بفرط الحركة. وذلك شائع في متلازمة هيلر دانلوس.

## الطب البديل
يلجئ بعض المرضى المصابين بالخلع الجزئي للمفاصل بما فيه ذَلك الخلع الفقري [الإنجليزية] للطب البديل والذي يسمى تحديداً معالجة يدوية، في حين يُعد الاطباء الذين يمارسون هذه التقنيات العلاجية غير اطباء حقيقين حاصلين على شهادات معتمدة من قبل جامعات وانما عبارة عن ممارسات لأساليب وتقنيات بدائية تم تعلمها من مصادر خارجية ظهرت منذ القدم وتعد احيانا غير ناجحة وغير كفوءه ولا تعالج جميع الحالات.

## طب العين
الخلع الجزئي للعين يدعي انتباذ العدسة، وتتميز هذه الحالة بوضع العدسة الغير صحيح داخل العين. يوجد الخلع الجزئي في الأشخاص ممن تعرضو لصدمه للعين أو ممن لديهم اضطرابات جهازيه مثل متلازمة مارفان، متلازمة هيلر دانلوس، متلازمة لويز ديتس وبيله هوموسيستينيه.بعض عدسات الخلع الجزئي تتطلب الاستئصال كما في الحالات التي تطفو فيها بحريه أو ممن تعتمت كما في حالة كاتاركت.

## طب الأسنان
الانخلاع الجزئي للأسنان (Concussion & Subluxation) هو إصابه مؤلمه حيث خلالها تزداد حركة الأسنان لكن دون تنقلها من الفك السفلي أو الفك العلوي بمعنى ان يكون السن حساس للمس ولكن لا يوجد في السن زيادة في الحركة. تلك واحدة من صدمات الاسنان الأكثر شيوعا وأكثر المصابين بالانخلاع هم الأطفال. في حين لا يوجد علاج فوري مطلوب لهذا النوع من الإصابة ولكن المتابعة عند الطبيب على الاقل لمدة سنة أمر بالغ الأهمية لأن عصب السن قد ينخر أو يموت،  ذلك يحدث في 25% من المصابين، وفي هذه الحالة قد يظهر لون غامق بـالسن وذلك بسبب تمزق الأوعية الدموية، والنزيف في الأنسجة الداخلية.
ان لم تتم رؤيتها من قبل طبيب الاسنان خلال 24 ساعه، ويتم علاجها عادة تحفظيا؛ مثل نظافة الفم الجيد مع 12% غسول الفم كلور هيكسيدين جلوكونات، اتباع نظام غذائي بارد، تجنب التدخين لعدة أيام في الحالات المؤلمه، التجبيير المؤقت للاسنان المصابه قد يزيل الالم.
الخلع الجزئي يمكن أن يحدث أيضا للفك السفلي من الاخدود المفصلي للعظم الصدغي. الفك السفلي يمكنه الخلخلة اماميا، خلفيا، افقيا أو عاليا. وصف الخلع يستند علي موقع عود اللقمة بالمقارنة لاخدود المفصل الصدغي.